# Rubén Gimeno
Rubén Gimeno (nacido en 1972 en Valencia) es un director de orquesta, violinista y clarinetista español.

## Biografía
Cursó estudios de clarinete y violín en el Conservatorio Superior de Música Joaquín Rodrigo de su ciudad natal. Posteriormente, ingresó en el Conservatorio Real de Bruselas donde consiguió el Premier Prix y Diplome Superieur en música de cámara y violín.
Inició sus estudios de dirección de orquesta con James Ross, en la Universidad de Maryland. Después estudió en el Conservatorio de Estocolmo con Jorma Panula, Essa Pekka Salonen, Leonard Slatkin, Alan Gilbert y Gustav Meier, entre otros.
Desde 1997 hasta 2007 fue director de la Joven Orquesta Sinfónica de Galicia, siendo también director asistente de la Joven Orquesta Nacional de España. Es también director invitado de la Orquesta Sinfónica de Tenerife.
Ha dirigido entre otras, la Orquesta Nacional de España, la Orquesta Ciudad de Granada, la Orquesta Sinfónica Nacional de Colombia, la Orquesta Ciudad de Oviedo, la Orquesta Sinfónica de Gavle (Suecia), la Orquesta del Real Conservatorio de Estocolmo, la Orquesta de la Academia Nacional Sueca, la Joven Orquesta de Castilla y León, la Orquesta Sinfónica de Castilla y León, la Orquesta Sinfónica de Bilbao, la Orquesta Sinfónica de Málaga, la (Orquesta Sinfónica del Principado de Asturias, la Orquesta Sinfónica de Galicia, la Orquesta de Valencia, Orquesta de Barcelona y Nacional de Cataluña  y la Orquesta del MMCK Festival (Japón).
Desde septiembre de 2009 tiene a su cargo la titularidad de la Orquestra Simfònica del Vallès.
Su actividad en el campo de la lírica le ha llevado a dirigir las nuevas producciones del Teatro Campoamor de Oviedo de Marina, La Gran Via, Agua, Azucarillos y Aguardiente. Así mismo, ha dirigido Cádiz de Chueca junto a la Sinfónica de Galicia. En octubre de 2010 hizo su debut en el Teatro de la Zarzuela con la obra "La del Soto del Parral", cosechando muy buenas críticas.
En febrero de 2011, debutó como director de opera con la obra de Offenbach "Los cuentos de Hoffman", con gran éxito de crítica y público.